# Maria das Graças Lins Brandão

## Maria das Graças Lins Brandão
Maria das Graças Lins Brandão (Belo Horizonte, 5 de abril de 1960) é uma farmacêutica e pesquisadora brasileira, Doutora em Ciências (Química) pela Universidade Federal de Minas Gerais (UFMG), com atuação na área de farmacognosia e fitoterápicos.

## Carreira acadêmica e profissional
Maria das Graças desenvolveu uma carreira voltada para o estudo das plantas medicinais brasileiras, com foco em sua biodiversidade, usos tradicionais, conservação e aplicações em saúde pública e biotecnologia.
Ela foi professora titular, hoje aposentada, da área de Farmacognosia e Fitoterápicos da Faculdade de Farmácia da UFMG, onde orientou diversas dissertações e teses. Atuou como criadora e coordenadora do Centro Especializado em Plantas Aromáticas, Medicinais e Tóxicas (Ceplamt), sediado no Museu de História Natural e Jardim Botânico da UFMG (MHNJB). Nesse centro, ela desenvolveu importantes projetos voltados para a valoração e valorização das plantas medicinais, especialmente as nativas do Brasil.
Durante sua trajetória acadêmica, Maria das Graças foi também coordenadora e curadora do Banco de Dados e Amostras de Plantas Aromáticas, Medicinais e Tóxicas (Dataplamt), sediado MHNJB da UFMG. Trata-se uma base de dados bibliográficos, que reúne informações sobre 3.700 plantas nativas de uso medicinal, recolhidas de diversas fontes, como destaque para livros, que registram a história natural do Brasil colônia até 1950. Essa base de dados está sob a responsabilidade do Instituto Cayapiá, com sede em Tiradentes (MG), do qual ela é fundadora e atual presidente.
De 2009 a 2013 ela foi membro do Comitê Técnico Temático em Farmacognosia da Farmacopeia Brasileira da Agência Nacional de Vigilância Sanitária (Anvisa), de 2010 a 2012 da Comissão de Fitoterapia do Conselho Federal de Farmácia (CFF), e de 2006 a 2013 perita nomeada pela Coordenadoria de Defesa do Patrimônio Cultural e Turístico do Ministério Público de Minas Gerais.
Ao longo da carreira, Maria das Graças atou na área de Farmacognosia, principalmente nos temas relacionados à química de produtos naturais, farmacognosia de plantas medicinais, desenvolvimento e controle de qualidade de fitoterápicos e história natural das plantas medicinais e úteis do Brasil.
Atualmente, como presidente do Instituto Cayapiá, ela se concentra nos estudos de história natural das plantas nativas do Brasil, desenvolvendo atividades de recuperação de dados e imagens das plantas e divulgando-as por meio de materiais didáticos e de divulgação científica.

## Formação acadêmica
Maria das Graças possui graduação em Farmácia pela Universidade Federal de Minas Gerais (UFMG), concluída em 1981, e doutorado em Química Orgânica, em 1991, pela mesma universidade, com defesa da tese Estudo Químico do Ampelozizyphus amazonicus Ducke, Planta Utilizada na Amazônia como Preventiva da Malária, sob a orientação do professor Marco Antônio Teixeira. Parte dessa tese foi realizada na Alemanha, como bolsista sanduíche do Serviço Alemão de Intercâmbio Acadêmico (DAAD, na sigla em alemão).

## Linhas de pesquisa
Maria das Graças possui vasta experiência em farmacognosia, atuando principalmente nas seguintes áreas:
Plantas Medicinais e Fitoterápicos; Estudos sobre as características farmacognósticas de plantas nativas do Brasil, com ênfase naquelas com histórico de uso na medicina tradicional; Alimentos Funcionais, com estudos sobre o potencial de alimentos nativos no tratamento de alergias alimentares e obesidade; História natural de plantas medicinais e úteis do Brasil; Recuperação e divulgação de informações sobre plantas medicinais brasileiras, a partir de documentos e bibliografia produzida até a década de 1950.

## Contribuições
Maria das Graças publicou mais de 100 artigos, livros e produtos de divulgação científica. Participou de centenas de eventos acadêmicos e programas de mídia, destacando a importância da biodiversidade brasileira, suas plantas medicinais e a necessidade de proteção. Entre os produtos mais importantes dessa sua atuação está o documentário Plantas medicinais: um saber ameaçado, produzido em 2006 com o apoio da Fapemig.
Em 2017-2019 foi professora residente do Campus Cultural da UFMG no município de Tiradentes, onde deu continuidade às atividades relacionadas à história natural das plantas medicinais brasileiras, com ênfase na obra do botânico tiradentino do século XVIII Frei Mariano da Conceição Veloso (1742-1811).